# 守山市
守山市（日语：／ Moriyama shi */?）為位於日本滋賀縣南部的城市；西北側與琵琶湖接臨，轄區主要位於野洲川流入琵琶湖的河口南側。
自守山車站經鐵路可在三十分鐘內抵達京都，因此有不少居民自此前往京都通勤，也因此成為京都都市圈的範圍。

## 人口
1970年從守山町升格改制為守山市時，全市人口為35,112人，此後由於京阪神地區的發展，連帶帶動市內的人口成長，在2013年時人口數突破八萬人，現在為滋賀縣內人口排第八多的行政區劃。（次於大津市、草津市、長濱市、東近江市、彥根市、甲賀市、近江八幡市）
| 守山市人口分布圖 |                                               |  |
| 守山市與日本全國年齡別人口分布比較圖 （2005年資料） | 守山市的年齡、男女別人口分布圖 （2005年資料） |  |
| ■紫色是守山市 ■綠色是全国 | ■藍色是男性 ■紅色是女性                       |  |
| 守山市人口變化 \| 1970年 \| 34,785人 \| \| \| 1975年 \| 41,439人 \| \| \| 1980年 \| 46,763人 \| \| \| 1985年 \| 53,052人 \| \| \| 1990年 \| 58,561人 \| \| \| 1995年 \| 61,859人 \| \| \| 2000年 \| 65,542人 \| \| \| 2005年 \| 70,823人 \| \| \| 2010年 \| 76,560人 \| \| \| 2015年 \| 79,859人 \| \| \| 2020年 \| 83,236人 \| \| |                                               |  |
| 資料來源：日本總務省統計中心提供之人口普查數據 |                                               |  |
| 1970年 | 34,785人                                      |  |
| 1975年 | 41,439人                                      |  |
| 1980年 | 46,763人                                      |  |
| 1985年 | 53,052人                                      |  |
| 1990年 | 58,561人                                      |  |
| 1995年 | 61,859人                                      |  |
| 2000年 | 65,542人                                      |  |
| 2005年 | 70,823人                                      |  |
| 2010年 | 76,560人                                      |  |
| 2015年 | 79,859人                                      |  |
| 2020年 | 83,236人                                      |  |

## 歷史
現在的守山市轄區過去在令制國時代屬於近江國，除南部小部分區域屬於栗太郡，其餘區域接屬於野洲郡；13世紀後成為六角氏的控制範圍，室町幕府的末代將軍足利義昭在成為將軍前，就曾在六角氏的庇護下短暫住於此地。
「守山」的名稱據說是過去位於琵琶湖對岸的比叡山在此設立的東門院的別號。
17世紀江戶時代後，此區域被分割為眾多領地，包括幕府、宮津藩、淀藩、狹山藩、前橋藩、大溝藩、山上藩、伯太藩、川越藩、膳所藩、旗本都有領地位於此；同時由於中山道通過此地，在守山也因此設有守山宿。
19世紀末明治維新後，原先的幕府直屬領及旗本領先後改隸屬大津裁判所及大津縣，其他原本屬於各藩的區域則在1871年實施廢藩置縣後，改隸屬淀縣、川越縣、宮津縣、伯太縣、山上縣、前橋縣、膳所縣；不過在僅四個月之後的府縣整併中，郡內全數區域都被併入大津縣，而大津縣又在一個月後更名為滋賀縣。
1889年日本實施町村制，現在的守山市轄區在當時分屬守山村、小津村、玉津村、河西村、速野村、中洲村、物部村共七個行政區劃；守山村先在1904年升格為守山町，1941年與物部村合併，1950年代又陸續將其餘行政區劃併入，組成了現在的轄區。
1970年，守山町再升格為現在的守山市，過去原本在愛知縣曾經有個於1953年升格而成同樣名稱的「守山市」，不過愛知縣守山市已經在1963年併入名古屋市並改設為守山區，因此在本町升格為市時並沒有遇到名稱重複的狀況，得以直接採用「守山市」的名稱。

### 變遷表
| 1889年4月1日 | 1889年 - 1912年           | 1912年 - 1944年            | 1945年 - 1954年            | 1955年 - 1989年            | 1955年 - 1989年           | 1989年 - 現在              | 現在                       |
| ------------ | ------------------------- | -------------------------- | -------------------------- | -------------------------- | ------------------------- | -------------------------- | -------------------------- |
| 物部村       | 物部村                    | 1941年7月10日 合併為守山町 | 1941年7月10日 合併為守山町 | 1955年1月15日 合併為守山町 | 1970年7月1日 改制為守山市 | 1970年7月1日 改制為守山市  | 1970年7月1日 改制為守山市  |
| 守山村       | 1904年2月1日 改制為守山町 | 1941年7月10日 合併為守山町 | 1941年7月10日 合併為守山町 | 1955年1月15日 合併為守山町 | 1970年7月1日 改制為守山市 | 1970年7月1日 改制為守山市  | 1970年7月1日 改制為守山市  |
| 小津村       |                           |                            |                            | 1955年1月15日 合併為守山町 | 1970年7月1日 改制為守山市 | 1970年7月1日 改制為守山市  | 1970年7月1日 改制為守山市  |
| 玉津村       |                           |                            |                            | 1955年1月15日 合併為守山町 | 1970年7月1日 改制為守山市 | 1970年7月1日 改制為守山市  | 1970年7月1日 改制為守山市  |
| 河西村       |                           |                            |                            | 1955年1月15日 合併為守山町 | 1970年7月1日 改制為守山市 | 1970年7月1日 改制為守山市  | 1970年7月1日 改制為守山市  |
| 速野村       |                           |                            |                            | 1955年1月15日 合併為守山町 | 1970年7月1日 改制為守山市 | 1970年7月1日 改制為守山市  | 1970年7月1日 改制為守山市  |
| 中洲村       | 中洲村                    | 中洲村                     | 中洲村                     | 1957年3月1日 併入守山町    | 1970年7月1日 改制為守山市 | 1970年7月1日 改制為守山市  | 1970年7月1日 改制為守山市  |
| 中洲村       | 中洲村                    | 中洲村                     | 中洲村                     | 1957年3月1日 併入中主町    | 1957年3月1日 併入中主町   | 2004年10月1日 合併為野洲市 | 2004年10月1日 合併為野洲市 |

## 行政

### 歴任市長
| 屆         | 姓名       | 上任日期      | 卸任日期      | 備註                           |
| 守山市市長 | 守山市市長 | 守山市市長    | 守山市市長    | 守山市市長                     |
| ---------- | ---------- | ------------- | ------------- | ------------------------------ |
| 1          | 北川俊一   | 1970年7月1日  | 1971年2月19日 | 原守山町町長，接續先前町長任期 |
| 2          | 北川俊一   | 1971年2月20日 | 1975年2月19日 |                                |
| 3          | 髙田信昭   | 1975年2月20日 | 1979年2月19日 |                                |
| 4          | 髙田信昭   | 1979年2月20日 | 1983年2月19日 |                                |
| 5          | 髙田信昭   | 1983年2月20日 | 1987年2月19日 |                                |
| 6          | 髙田信昭   | 1987年2月20日 | 1991年2月19日 |                                |
| 7          | 髙田信昭   | 1991年2月20日 | 1995年2月19日 |                                |
| 8          | 甲斐道清   | 1995年2月20日 | 1999年2月19日 | 原守山少林寺住持               |
| 9          | 甲斐道清   | 1999年2月20日 | 2003年2月19日 |                                |
| 10         | 山田亘宏   | 2003年2月20日 | 2007年2月19日 |                                |
| 11         | 山田亘宏   | 2007年2月20日 | 2011年2月19日 |                                |
| 12         | 宮本和宏   | 2011年2月20日 | 2015年2月19日 |                                |
| 13         | 宮本和宏   | 2015年2月20日 | 2019年2月19日 |                                |
| 14         | 宮本和宏   | 2019年2月20日 | 2023年2月19日 |                                |
| 15         | 森中高史   | 2023年2月20日 | 現任          |                                |
| 參考資料： |            |               |               |                                |

## 交通

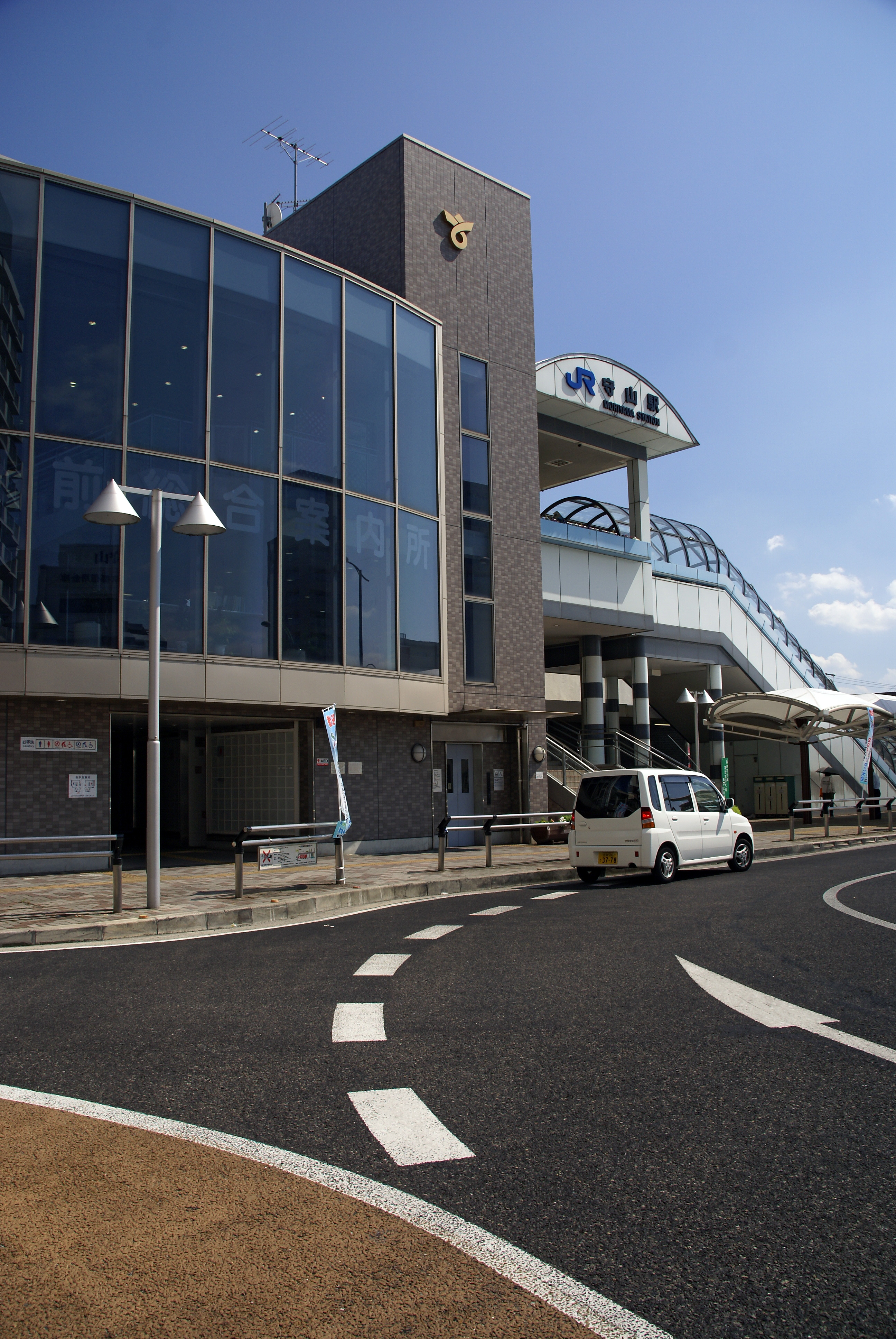
守山車站

西日本旅客鐵道東海道本線自轄區南端通過，並設有守山車站，自此前往京都車站僅需約三十分鐘；在市區北側則有琵琶湖大橋可以跨越琵琶湖到對岸的大津市堅田地區。
市區內的路線客運則由近江鐵道巴士和江若交通兩家業者所經營。

### 鐵路
- 西日本旅客鐵道
  - 東海道本線（琵琶湖線）：（←野洲市） - 守山車站 - （草津市→）

## 教育
現在本部位於京都市的平安女學院大學過去最初在2000年創校時是設於守山市內，不過僅四年後，即決定將守山校區遷至大阪府高槻市，並在2005年關閉守山校區。
目前市內的高等學校共有三間，其中滋賀縣立守山中學校・高等學校為滋賀縣內少數公立的中高一貫學校，立命館守山中學校・高等學校過去原為山市立守山女子高等學校，在2006年轉移給學校法人立命館經營後才成為私立學校。

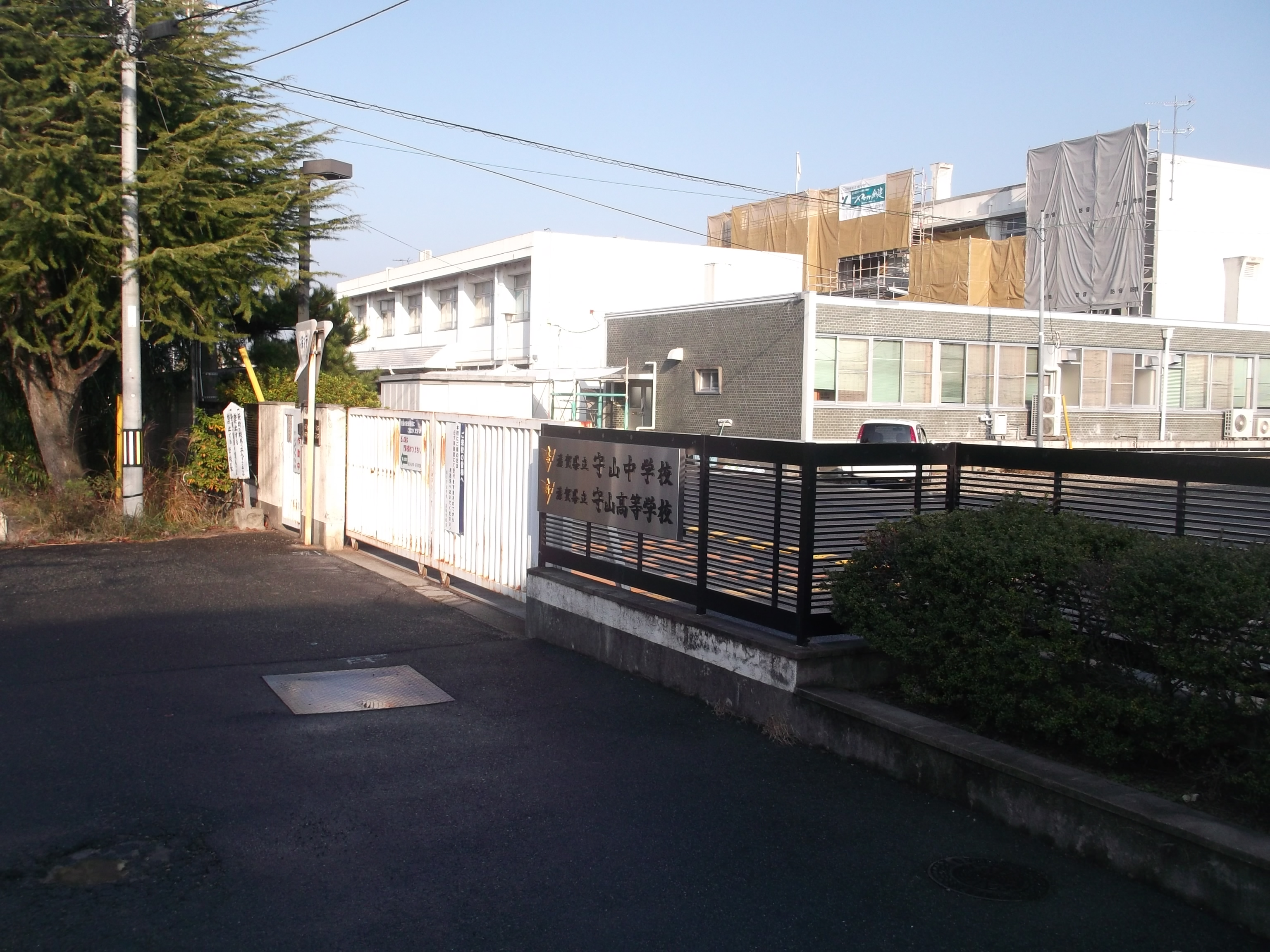
縣立守山中學校・高等學校
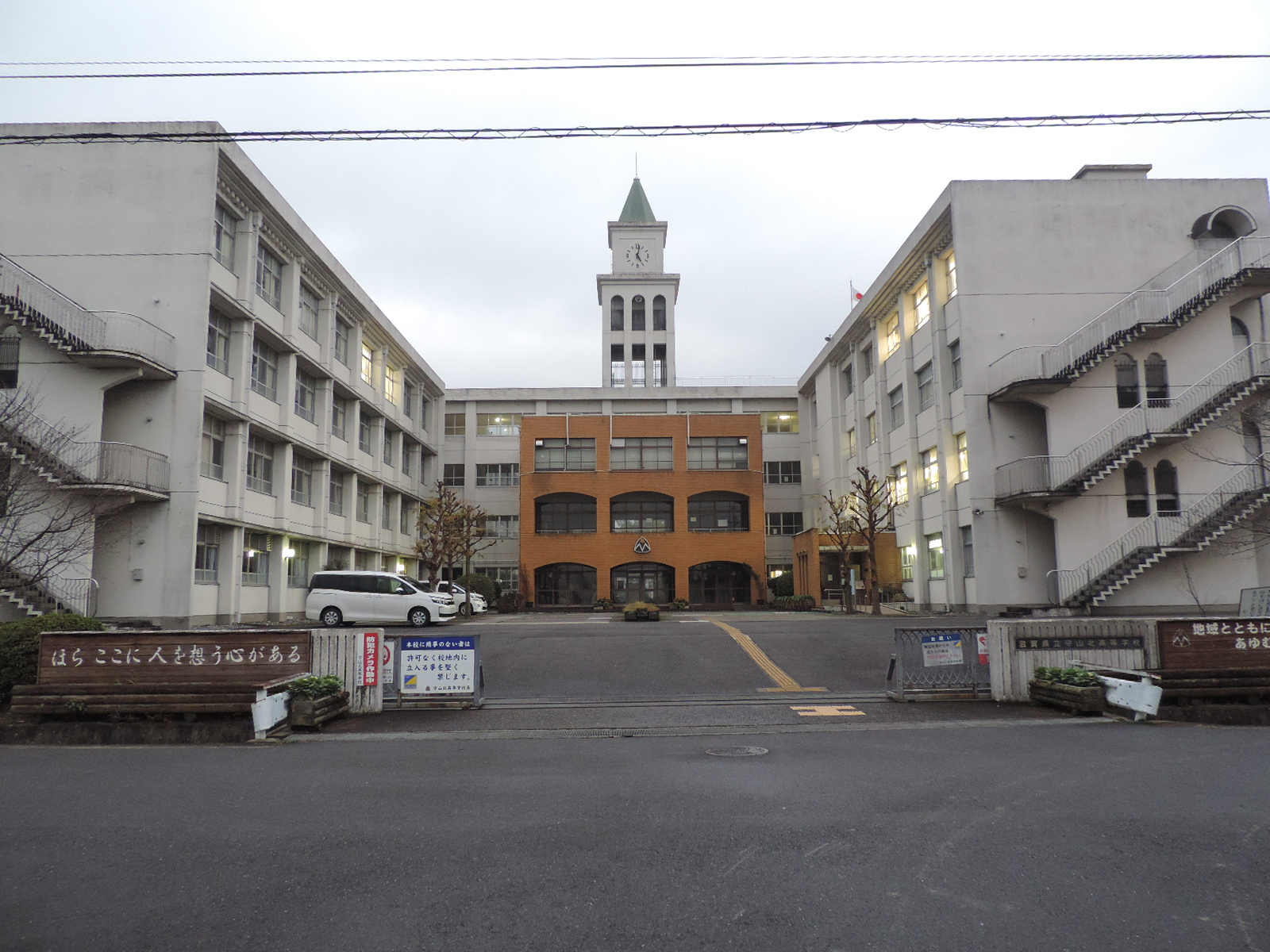
縣立守山北高等學校

## 本地出身之名人
- 曲直瀨道三（日本戰國時代後期到江戸時代前期的醫師）
- 宇野宗佑（前日本內閣總理大臣）
- 美濃部直彦（AC長野拍檔領隊）

## 外部連結
- （日語） 守山市政府的Facebook專頁
- （日語） 守山市觀光物產協會（页面存档备份，存于）